# Parthenodes loricatalis
Parthenodes loricatalis là một loài bướm đêm trong họ Crambidae.